# Netley Castle

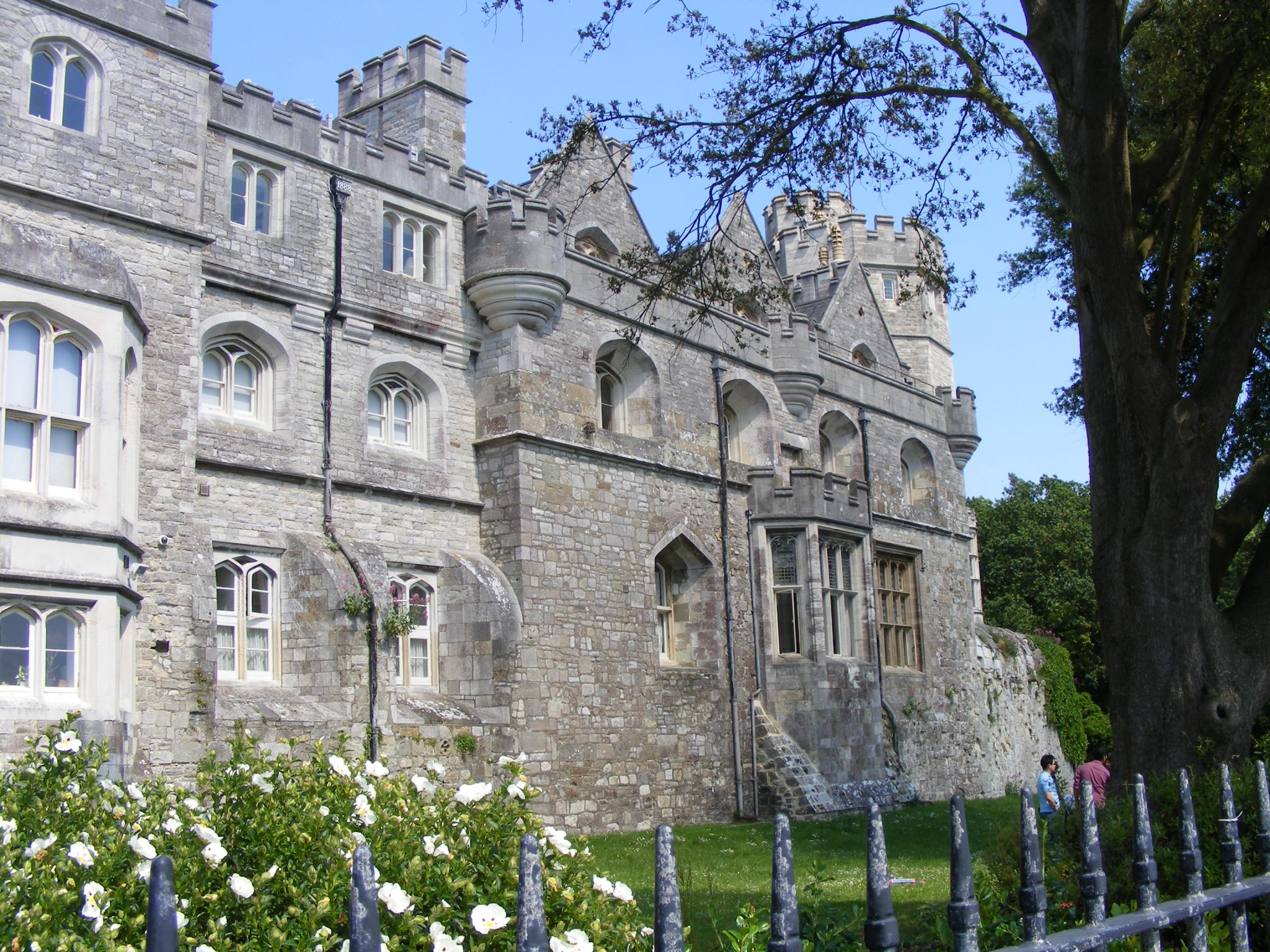
Nordflügel von Netley Castle 2008

Netley Castle ist eine Burg im Dorf Netley an der Küste der englischen Grafschaft Hampshire. König Heinrich VIII. ließ sie 1542 oder 1544 als Artilleriefort im Rahmen seines Device-Fort-Programms zum Schutz der englischen Süd- und Ostküste gegen Angriffe von Frankreich und dem Heiligen Römischen Reich errichten. Es schützte Southampton Water in der Nähe des Solents. Das Fort bestand aus einem steinernen Donjon in der Mitte und zwei flankierenden Geschützplattformen; seine Garnison waren 10 Mann. Im englischen Bürgerkrieg wurde es außer Dienst gestellt und 1743 war es schon überwachsen und lag in Ruinen. Im 19. Jahrhundert wurde das Anwesen nach und nach in ein Privathaus umgewandelt und im neugotischen Stil erweitert, u. a. um achteckige Türme. Zwischen 1939 und 1998 diente die Burg als Pflegeheim, bis die hohen Kosten ihrer Unterhaltung zu dessen Schließung führten. Nach einer archäologischen Prospektion wurde sie in Wohnungen umgewandelt. English Heritage hat Netley Castle als historisches Bauwerk II*. Grades gelistet.

## Geschichte

### 16. und 17. Jahrhundert
Netley Castle wurde als Antwort auf internationale Spannungen zwischen England, Frankreich und dem Heiligen Römischen Reich in den letzten Jahren der Regentschaft König Heinrichs VIII. gebaut. Traditionell überließ die Krone die Küstenverteidigung den lokalen Herren und Gemeinden und übernahm nur eine bescheidene Rolle im Bau und der Unterhaltung von Festungen. Solange Frankreich und das Heilige Römische Reich miteinander in Konflikt lagen, gab es zwar Überfälle auf See, aber eine wirkliche Invasion Englands erschien unwahrscheinlich. Begrenzte Verteidigungsanlagen, basierend auf einfachen Blockhäusern und Türmen existierten im Südwesten und entlang der Küste von Sussex und im Norden Englands gab es ein paar beeindruckendere Anlagen, aber im Allgemeinen waren die Festungen in ihrer Größe begrenzt.

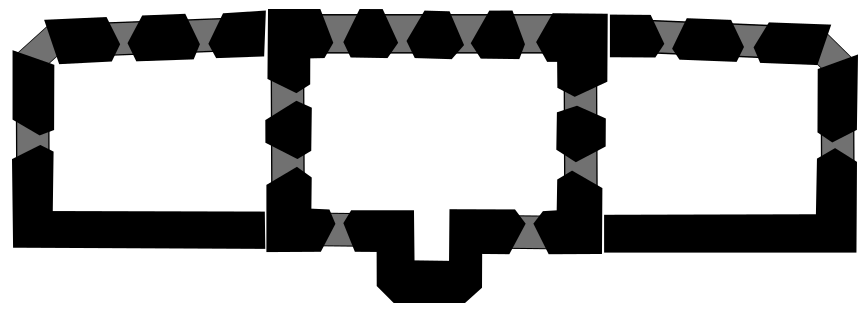
Grundriss der Obergeschosse der Festung aus dem 16. Jahrhundert mit dem Donjon in der Mitte und den beiden angebauten Geschützplattformen

Im Jahre 1533 brach König Heinrich dann mit Papst Paul III., um seine langandauernde Ehe mit Katharina von Aragon zu annullieren und wieder zu heiraten. Katharina war die Tante von König Karl V. von Spanien, dem Herrscher des Heiligen Römischen Reiches, und dieser verstand die Annullierung als persönliche Beleidigung. Dies führte dazu, dass Frankreich und das Heilige Römische Reich 1538 eine Allianz gegen König Heinrich schlossen und der Papst die beiden Länder dazu ermunterte, England anzugreifen. Eine Invasion Englands erschien sicher. Als Antwort darauf gab König Heinrich 1539 einen Befehl (engl.: Device) heraus, in dem er Anweisungen für die „Verteidigung des Reiches in Zeiten einer Invasion“ gab und den Bau von Forts entlang der englischen Küstenlinie anordnete.
Netley Castle wurde in der Nähe von Southampton Water, zwischen den Mündungen der Flüsse Hamble und Itchen, etwa 250 Meter südwestlich der Überreste der Netley Abbey, errichtet. Netley Abbey war kurz zuvor von König Heinrich aufgelöst worden und Bausteine der Abtei wurden zum Bau des Forts wiederverwendet. William Paulet, der spätere Marquess of Winchester, wurde mit dem Bau betraut, der entweder 1542 oder 1544 erfolgte, und König Heinrich gab ihm etliche Grundstücke als Lohn für seine Unterstützung des Forts uns seiner Garnison. Das Fort hatte die Form eines zentralen Donjons mit einer Grundfläche von 19,5 Metern × 14 Metern und tiefen Schießscharten entlang den Zinnen sowie je einer Geschützplattform auf beiden Seiten. Sein Aussehen ähnelte dem des nahegelegenen Southsea Castle. Anfangs wurde es mit einer Garnison von zwei Soldaten, sechs Schützen und einem Portier unter dem Kommando eines Captains belegt.
Mitte der 1620er-Jahre war das Fort immer noch mit einer Garnison belegt und auch zu Beginn des englischen Bürgerkrieges zwischen den Unterstützern König Karls I. und denen des Parlaments im Jahre 1642 war es noch in Gebrauch. Captain Swaley, ein Marineoffizier der Roundheads, nahm Netley Castle Ende desselben Jahres ein und stellte es als Festung außer Dienst. Während des Interregnums wurde das Fort wegen der Furcht vor einer möglichen royalistischen Invasion wieder in Dienst gestellt, wurde aber nach der Stuart-Restauration durch König Karl II. als nicht mehr nötig aufgegeben. Als Alexander Pope es 1734 aufsuchte, war es überwachsen und lag in Ruinen.

### 18.–20. Jahrhundert

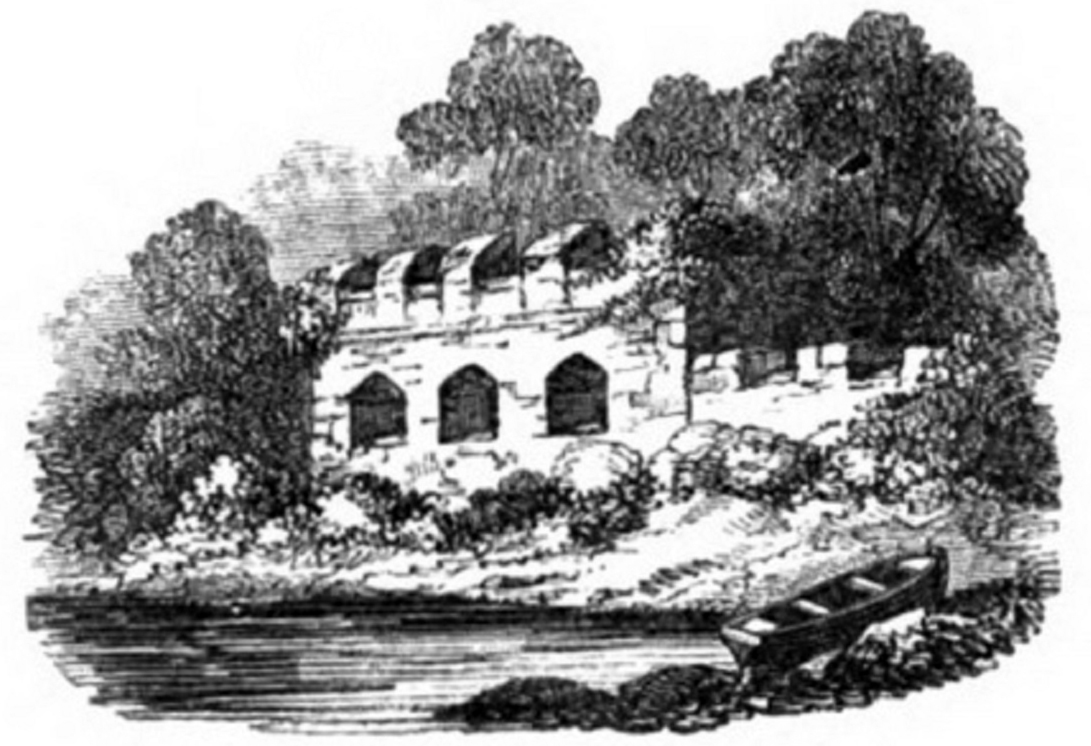

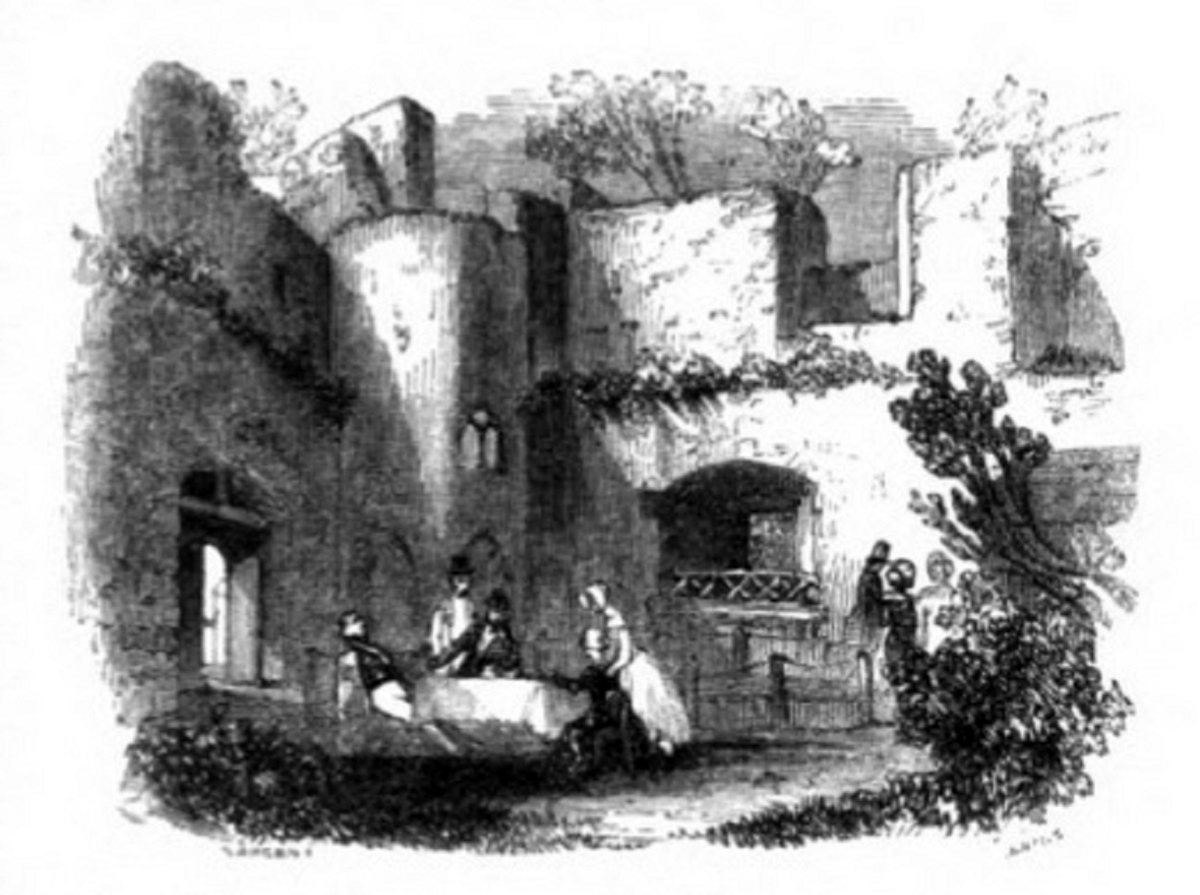
Netley Castle in den 1840er-Jahren. Außenfassade zum Meer hin (oben) und gesellschaftliche Veranstaltung in den Ruinen (unten)

William Chamberlayne erbte das Fort 1826 und ließ, inspiriert von einem Vorschlag des Geschichtswissenschaftlers Horace Walpole, dass das Fort bewohnbar gemacht werden sollte, im Jahr darauf einen zinnenbewehrten Turm am Südostende des Anwesens errichten. Eine Beschreibung des Forts aus dieser Zeit erwähnte, dass es „mitten in einem Dickicht von Bäumen auf einem kleinen Hügel nahe am Strand“ stand und „ein auffallendes Objekt, das man vom Wasser aus sehen kann“, war. Es wurde bei Künstlern popular und William Turnerbesuchte und skizzierte das Fort und seinen neuen Turm vermutlich im Jahre 1832.
George Hunt pachtete das Fort 1841 und ließ es unter der Aufsicht von Architekt George Guillame zu einem Privathaus umbauen. Hunt blieb bis 1857 auf Netley Castle; damals hatte die Burg einen Erker mit Blick über das Meer und die Zwischenräume zwischen den Zinnen waren ausgefüllt worden, um den Bau eines 2. Obergeschosses zu ermöglichen. George Sherriff pachtete die Burg von 1868 bis 1873 und ließ eine Steinmauer um die Front des Anwesens errichten.
Sir Henry Crichton kaufte die Burg 1881 zusammen mit den umgebenden Gärten, Obsthainen, einem Teich und einem Bootshaus. Der Architekt John Sedding baute die Burg zwischen etwa 1885 und 1890 um, wodurch ein Haus im neugotischen Stil entstand. Er fügte ein weiteres Stockwerk und einen neuen Flügel hinzu. Nach Crichtons Tod 1922 blieb seine Witwe im Haus, bis sie 1936 selbst starb. Dann wurde das Anwesen und das Grundstück versteigert.
Das Middlesex County Council kaufte die Burg 1939 und ließ sie zu einem Pflegeheim für ältere Männer umbauen. 1948 ging das Haus in die Verwaltung des National Health Service über und wurde weiterhin als Pflegeheim genutzt. Es erwies sich als kostspielig in der Unterhaltung und die umgebenden Ländereien wurden abverkauft, bis er Southampton University Hospital NHS Trust sich 1998 zur Schließung des Hauses entschloss.

### 21. Jahrhundert

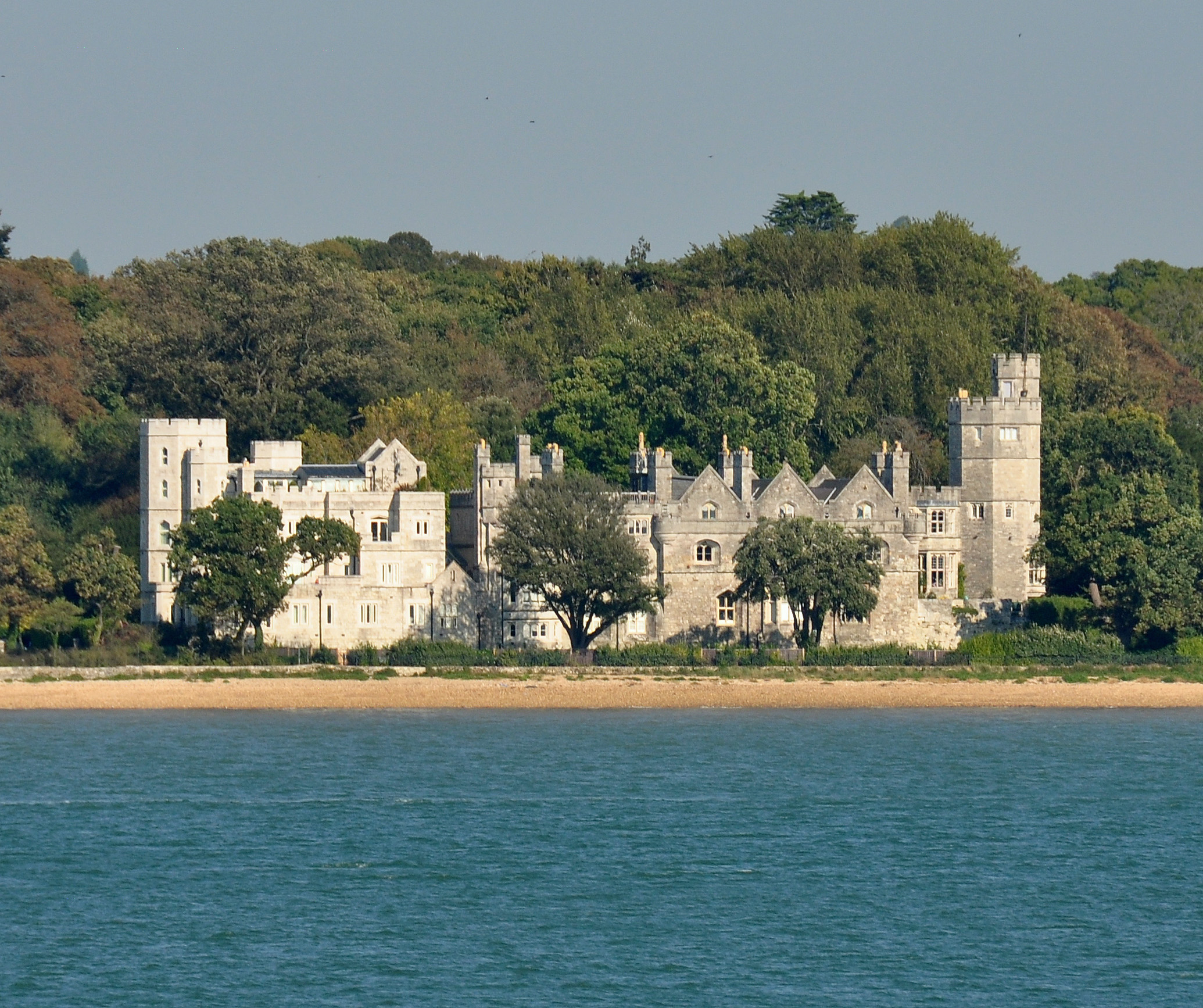
Netley Castle 2011

Fairmist Ltd, eine Immobilienfirma, kaufte Netley Castle im Jahre 2000 und baute es für £ 1,7 Mio. in neun Privatwohnungen um. Während dieses Umbaus wurde eine archäologische Prospektion des Anwesens durchgeführt. Netley Castle gilt als Scheduled Monument und English Heritage hat es als historisches Bauwerk II*. Grades gelistet.

## Beschreibung
Die Burg bedeckt heute eine Grundfläche von etwa 62 Metern × 14 Metern und ist 13,5 Meter hoch sowie von 1,54 Hektar Land umgeben.
Sie besteht aus drei Flügeln, wobei das ursprüngliche Fort aus dem 16. Jahrhundert die Mitte des Gebäudes bildet. Der Nordflügel ist drei Stockwerke hoch, in neugotischem Stil errichtet und hat ein achteckiges Türmchen an einem Ende. Der mittlere Gebäudeflucht ist zwei Stockwerke hoch und hat runde Ecktürmchen und Zinnen. Der Südflügel ist zwei Stockwerke hoch, hat eine ausgefeilte, neugotische Detaillierung und einen weiteren achteckigen, aber größeren Turm.
Die Burg hat ein großes Treppenhaus, in das eine Orgel eingebaut ist, und einen holzverkleideten Billardraum.
Weitere Gebäude auf dem Grundstück sind ein umgebautes Bootshaus und ein früheres Eishaus.